# Carcelia leptocephala
Carcelia leptocephala là một loài ruồi trong họ Tachinidae.